# 20631 Stefuller
20631 Stefuller (1999 TW91) là một tiểu hành tinh vành đai chính được phát hiện ngày 2 tháng 10 năm 1999 bởi Nhóm nghiên cứu tiểu hành tinh gần Trái Đất phòng thí nghiệm Lincoln ở Socorro.